# Warhammer: End Times – Vermintide
Warhammer: End Times – Vermintide är en förstapersonsskjutare utvecklat och utgivet av Fatshark. Spelet utspelar sig i Warhammer-universumet. Det släpptes till Microsoft Windows den 23 oktober 2015 och kommer att släppas till Playstation 4 och Xbox One den 4 oktober 2016.
Vermintide är ett flerspelarspel vars struktur efterliknar Valves spelserie Left 4 Dead. Det utspelar sig i End Times, där spelaren kan samarbeta med tre andra spelare för att bekämpa Skaven, en ras av gnagare-liknande monster, i staden Ubersreik. Vid slutet av varje match ges spelarna möjligheten att rulla tärningar, som bestämmer vilka vapen de kommer att få.
Utvecklingen av spelet började i början av 2013 efter att Fatshark slöt ett avtal med Games Workshop. Games Workshop samarbetade också med dem för att se till att spelet är troget till Warhammer-serien. Spelet var egenutgivet då de ville maximera sin kreativa frihet. Det blev kallat av PC Gamer som det bästa spelet i Penny Arcade Expo.
Spelet fick mestadels positiva recensioner under dess lansering. Recensenterna gillade spelets spelupplägg, progressionssystem, grafik och kartdesign, med kritiserade samtidigt spelets balanseringsproblem och vissa tekniska problem. Spelet stöddes av både betalda och gratis nedladdningsbara innehåll och såldes i över 300.000 exemplar inom en månad.